# Конференц-центр «Королева Єлизавета II»
Конференц-центр імені Єлизавети II (англ. Queen Elizabeth II Conference Centre) — будівля в Лондоні, округ Вестмінстер. Розташована в центрі міста, неподалік від  Вестмінстерського палацу — місця засідань  британського парламенту. Через своє розташування приваблює безліч високопоставлених зустрічей.
До будівлі конференц-центру на цій території було кілька будівель.